# Mucina

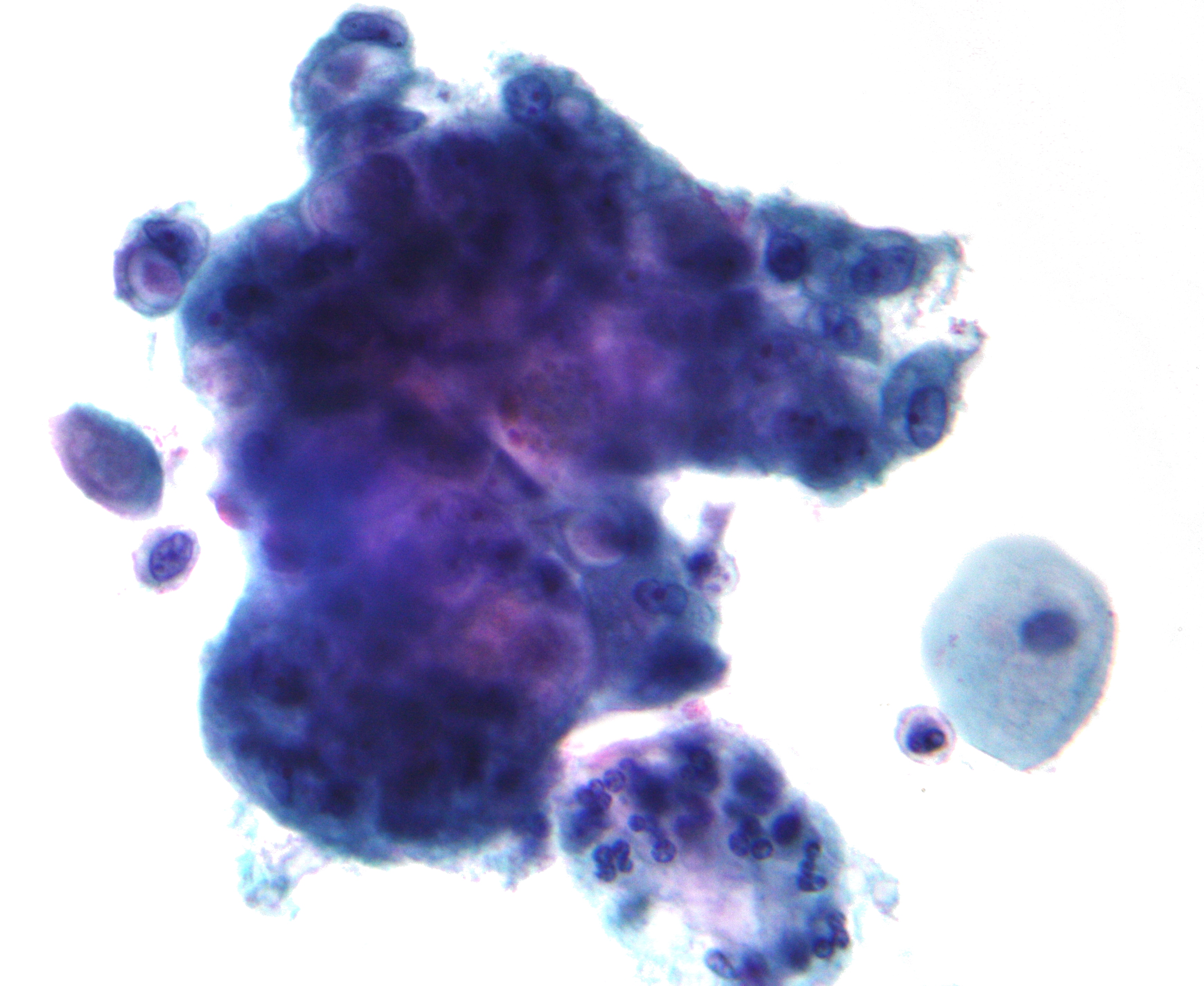
Micrografia mostrando células com vacúolos proeminentes intracitoplasmáticas contendo mucina. Coloração de Papanicolau.

A mucina é uma família de proteínas de elevada massa molecular, fortemente glicosiladas (glicoconjugados) produzidas por tecidos epiteliais na maioria dos metazoários. A característica-chave da mucina consiste na sua capacidade de formar géis; por isso eles são um componente-chave para a maioria das secreções semelhantes ao gel, como a saliva, por exemplo, servindo funções de lubrificação e de sinalização celular para a formação de barreiras químicas. Eles costumam ter um papel inibitório. Algumas mucinas são associadas com a mineralização de controle, incluindo a formação de nácar em moluscos, calcificação em equinodermes e formação óssea em vertebrados. Ligam-se aos agentes patogênicos, como parte do sistema imunitário. A sobre-expressão das proteínas de mucina, especialmente MUC1, está associada a muitos tipos de câncer.
Embora algumas mucinas sejam membranas ligadas, devido à presença de um domínio que atravessa a membrana hidrofóbica que favorece a retenção na membrana plasmática, a maioria das mucinas são segregadas em superfícies mucosas ou segregada para tornarem-se um componente da saliva. 

## Genes
Pelo menos 19 genes de mucina humana foram distinguidos por cDNA (DNA complementar) clonagem — MUC1, MUC2, MUC3A, MUC3B, MUC4, MUC5AC, MUC5B, MUC6, MUC7, MUC8, MUC12, MUC13, MUC15, MUC16, MUC17, MUC19, and MUC20.
Um gene de mucina humana recentemente identificado é MUC21, anteriormente conhecido como o cromossomo 6 de leitura aberta 205. O altamente polimórfico MUC22 está localizado perto da MUC21.

## Secreção
Após estimulação, a proteína MARCKS (Myristoylated alanine-rich C-kinase substrate) coordena a secreção de mucina a partir de vesículas cheias de mucina nas células epiteliais especializadas. A fusão das vesículas com a membrana plasmática causa a libertação de mucina, o qual, uma vez que troca Ca2+ por Na+ se expande até 600 vezes. O resultado é um produto viscoelástico de moléculas imbricadas, combinadas com outras secreções (por exemplo, a partir do epitélio das vias aéreas e nas glândulas submucosas no sistema respiratório), é chamado de muco.

## Significado clínico
O aumento na produção de mucina ocorre em muitos adenocarcinomas, incluindo os cânceres de pâncreas, pulmão, mama, ovário, cólon e outros tecidos. As mucinas também são sobre-expressas em doenças pulmonares tais como a asma, bronquite, doença pulmonar obstrutiva crônica (DPOC) ou fibrose cística. Duas membranas de mucinas, MUC1 e MUC4 têm sido extensivamente estudados em relação à sua implicação patológica no processo da doença. As mucinas estão sob investigação como possíveis marcadores de diagnóstico para doenças malignas e outros processos patológicos em que são mais comumente sobre ou mal-expressas.
Depósitos anormais de mucina são responsáveis pelo edema facial não opondo visto em hipotireoidismo não tratado. Este edema é visto assim na área pré-tibial.